# 1-я бригада торпедных катеров Черноморского флота
1-я Севастопольская ордена Нахимова бригада торпедных катеров Черноморского флота — тактическое соединение Черноморского флота ВМФ СССР в годы Великой Отечественной войны.

## История

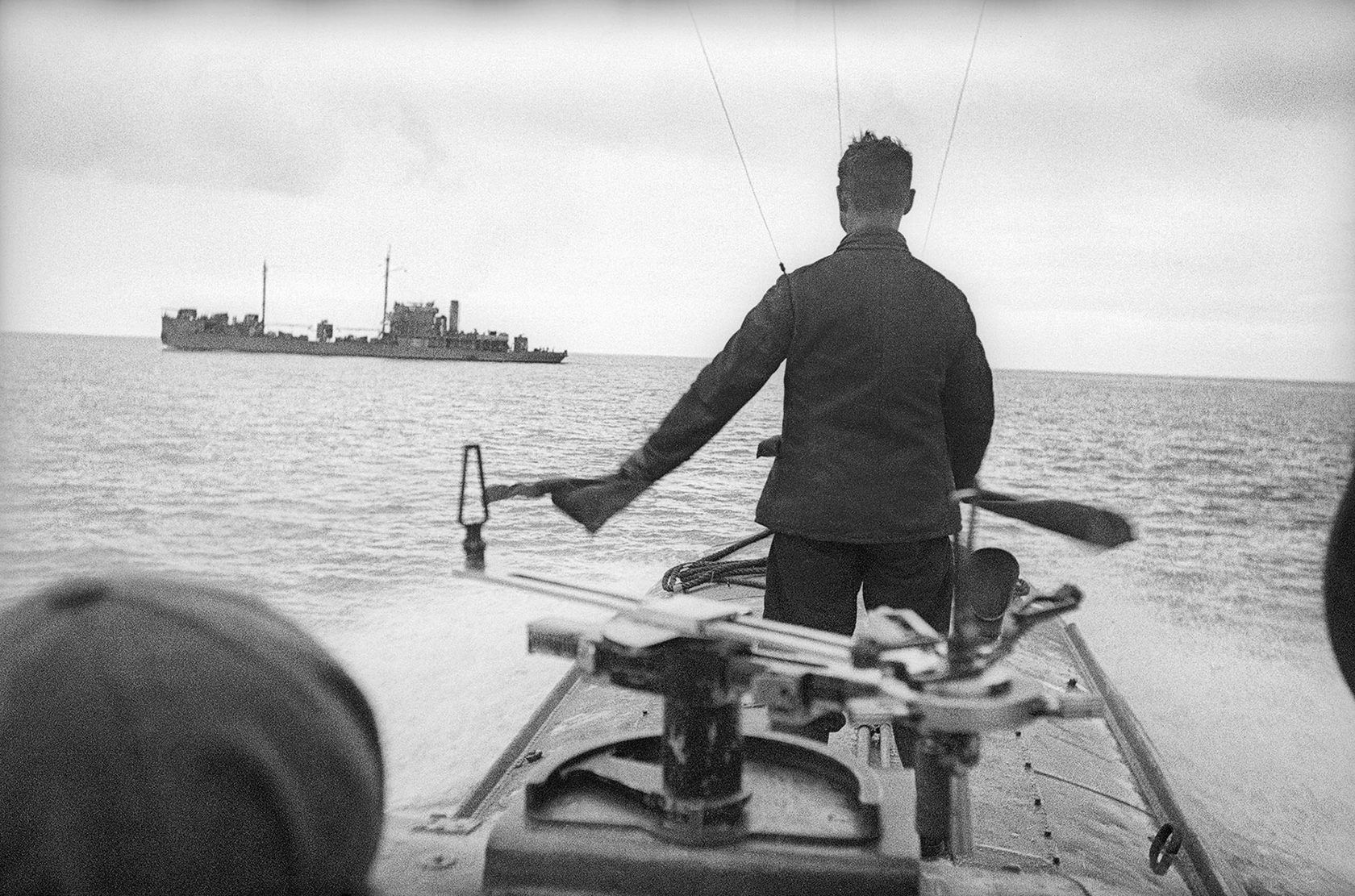
Сигнальщик советского торпедного катера Г-5 за работой, на заднем плане канонерская лодка «Красная Абхазия» типа «Эльпидифор». Фотохроника ТАСС, фото Е. А. Халдея.

Сформирована в июне 1940 года как 1-я бригада торпедных катеров Черноморского флота. Перед Великой Отечественной войной состояла из 3 дивизионов торпедных катеров различных типов (всего 41 единиц: 38 боевых + 3 учебных). С началом войны её катера несли дозорную службу на подходах к Севастополю, с августа 1941 года привлекались для выполнения задач по обороне Одессы с моря и конвоирования судов, следовавших из Одессы в Севастополь и обратно. В ноябре 1941 года основные силы бригады (27 торпедных катеров) были перебазированы в ВМБ и порты Кавказского побережья. В 1942 года они вели боевые действия на морских коммуникациях противника, наносили удары по пунктам базирования его сил и выполняли другие задачи. Часть её сил (1-й дивизион), базировавшаяся на Карантинную бухту, с октября 1941 года до июля 1942 года участвовала в обороне Севастополя, а затем также была перебазирована на Кавказское побережье.
В 1943 году бригада вместе со 2-й бригадой торпедных катеров выполняла задачи по защите морских перевозок в северо-восточных районах Чёрного моря Она участвовала в Керченско-Феодосийской десантной операции 1941—1942 года, Новороссийской операции 1943 года, в боях за Таманский полуостров и в Керченско-Эльтигенской десантной операции 1943 года. С марта 1944, при проведении советскими войсками наступательных операций по освобождению южных районов Украины, вела боевые действия па срыву морских перевозок противника между Одессой, Крымом и портами Румынии.
За образцовое выполнение боевых заданий, мужество и отвагу личного состава бригаде присвоено почётное наименование «Севастопольской» (22 июня 1944 года).
После освобождения Крыма основные силы бригады перебазированы в Севастополь и в августе — сентябре 1944 года вместе с другими силами Черноморского флота содействовали войскам 3-го Украинского фронта в боях по освобождению от немецко-фашистских захватчиков болгарских и румынских портов Вилково, Варна, Констанца, Сулина.
За боевые отличия бригада награждена орденом Нахимова 1-й степени (8 мая 1945 года). В годы войны за образцовое выполнение заданий командования, проявленные мужество и высокое воинское мастерство свыше 1 тысячи моряков бригады награждены орденами и медалями, 7 присвоено звание Героя Советского Союза.

## Состав
- управление;
- 1-й дивизион бригады торпедных катеров;
- 2-й дивизион бригады торпедных катеров;
- 3-й дивизион бригады торпедных катеров.

## Командиры
- капитан 2-го ранга, с 1942 капитан 1-го ранга А. М. Филиппов (22.06.41-10.04.44);
- капитан 2-го ранга Г. Д. Дьяченко (10.04.44-12.03.45);
- капитан 2-го ранга, капитан 1-го ранга В. М. Нарыков (12.03.45-09.05.45).

## Отличившиеся воины
За героизм, отвагу и мужество, проявленные личным составом бригады в боях с немецко-фашистскими захватчиками, более тысячи её воинов награждены орденами и медалями, а 7 из них присвоено звание Героя Советского Союза.
- Кананадзе, Александр Георгиевич
- Котов, Сергей Николаевич
- Кочиев, Константин Георгиевич
- Кудерский, Афанасий Иович
- Рогачевский, Георгий Алексеевич
- Сутырин, Александр Александрович
- Черцов, Андрей Ефимович